# 電気暖房 (鉄道)
電気暖房（でんきだんぼう）とは、電気エネルギーを用いて暖房を行う空調設備・手法・システムである。本稿では、鉄道車両における電気暖房について扱う。

## 概要
鉄道における電気暖房は、室内（主に座席下）に電気ヒーターを設置して、これに通電することによりヒーターが発生するジュール熱を用いて暖房する方法が一般的である。多くは自然対流式であるが、一部にはファン（温風式）を併用している車両も存在する。
電気暖房は構造が単純であるとともに、火気や可燃性の燃料を使用せず室内の空気を汚すことがないため、鉄道車両の暖房としては非常に優れた手法である。

## 電車の電気暖房
架線や第三軌条から電気エネルギーを取り入れて走行している電車では、同じく電気エネルギーを利用する電気暖房は非常に適合性が高い。日本では、電車の暖房のほとんどが電気暖房である。
冷房化以前に設計された通勤形電車（国鉄103系電車など直流用電車）などは、架線から取り入れた直流1,500Vを変換せずにそのまま電気ヒーターに通電していたが、現在では補助電源装置（電動発電機 (MG) や静止形インバータ (SIV) ）にて三相交流400V - 440Vに変換された電力を用いて電気暖房を行うのが一般的である。なお、特急形電車は昭和30年代の151系の時代から、冷房電源用のMG（のちにSIV）で交流に変換された電力を用いた電気暖房を行っている。また、東海道・山陽・九州の各新幹線の車両は、1964（昭和39）年の東海道新幹線の開業時点から一貫して、電気ヒータによる自然対流式ではなく、ヒートポンプ式の空調装置による暖房を行っている。
東急5000系電車 (初代)では発電ブレーキの抵抗器の熱を暖房に用いる試みがなされたが、出庫直後は暖まらず、運用していく内に熱くなりすぎるなど制御が困難であったために通常の電気暖房へ改造された。

## 気動車の電気暖房
気動車の暖房方式としては、走行用内燃機関（エンジン）の廃熱を利用する温水暖房が一般的であるが、キハ80系・キハ181系など、冷暖房用の発電セットを搭載している特急形気動車では、発電セットからの三相交流電力を用いた電気暖房が行われている。国鉄時代に設計製作されたキハ66系では、一般形気動車では初の試みである、冷房電源用発電セットからの電力による電気暖房を採用している。1990年代になると、気動車の機関に民生用の高出力機関が採用され走行用機関出力に余裕が出来た一方で、熱効率の改善によって従来の温水暖房だけでは能力不足が露呈するようになったことから、
発電機駆動用定速回転装置
を駆動してそれからの電力による電気暖房も併せて行われるようになった。この方式は、JR北海道キハ283系気動車などで実用化されている。

## 客車の電気暖房
機関車に牽引されて走行する客車の暖房方式としては、古くは石炭を燃料とするダルマストーブや、蒸気機関車・暖房車・機関車に搭載されている蒸気発生装置から引き込まれた蒸気を熱源とする蒸気暖房が使用されていたが、東海道本線・横須賀線が1925年（大正14年）から電化されたことにより、一部に電気暖房対応の客車を限定運用して、電気機関車から直流1,500 V電源の供給を受けて電気暖房を行う列車が登場した。しかし、戦時電力事情の悪化により1944年（昭和19年）には使用中止となり、そして電車への置き換え進展により1950年（昭和25年）ごろまでに撤去された。
一方、1950年代後半から行われている客車の電気暖房は以下の方式である。

### 編成内に冷暖房用電源装置を有するもの
この方式では、牽引する機関車に依存することなく電気暖房が可能となる利点があるが、燃料の給油やエンジン・発電機器などのメンテナンスが必要となる欠点がある。
1958年（昭和33年）に登場した20系は、編成の一端に連結された電源車により、編成内の冷暖房や食堂車調理設備などの電源の一切を供給する集中電源方式を採用した。電源車に搭載したディーゼル発電機より、編成全体に三相交流600 Vを供給していた。
その後登場した24系およびJR東日本E26系客車といった特急形客車でも、三相交流440 Vを発電する電源車を連結した集中電源方式により冷暖房を行っている。また、特急形客車の14系、急行形客車の12系では、床下にディーゼル発電セットを装備した形式を編成中に一定の割合で連結して三相交流440 Vの電源を賄う分散電源方式により冷暖房を行っている。
なお、直流電化区間のみに運用された20系および24系の一部編成には、パンタグラフを搭載して、架線から集電した電力により動作する電動発電機を併設した電源車（20系カニ22形）や、電源車の代わりに編成の中間にパンタグラフと静止形インバータを搭載したロビーカー（24系スハ25形）を連結した列車も過去に存在した。
50系客車は、元々蒸気暖房または後述の電気機関車から暖房用電源の供給を受ける電気暖房であったが、北海道旅客鉄道（JR北海道）510系「ノロッコ号」用客車および九州旅客鉄道（JR九州）のSLあそBOYとSL人吉用の客車については、本方式による電気暖房を行うためディーゼル発電機搭載改造を実施している。

### 電気機関車から暖房用電源の供給を受けるもの
1959年（昭和34年）の東北本線の電化を皮切りに地方主要幹線の交流電化が進み、東北・上信越・北陸地区の幹線については電気機関車に暖房用電源供給機器を搭載、これに合わせて従来の蒸気暖房装置に加えて電気ヒーター併設改造を実施した客車が運用を始めた。電気機関車の場合は架線電源が利用可能であり、交流の場合は簡単に変圧でき、かつ、取り扱いが容易であること、機器の小型化や軽量化などによって保守の効率も大きいことから機関車へ電気暖房供給用交流電源装置を搭載する方式が主流になった。
改造工事は1958（昭和33）年度、東北本線用の客車125両から始まり、以降毎年約200 - 400両のペースで1962（昭和37）年度までに2,272両について行われた。その後、交流電化区間の延伸にあわせて断続的に施工された。非電化区間や直流電化区間へも運用されることと、さらには電気暖房を導入しなかった九州地区など西日本地区への転属も考慮して、既存の蒸気暖房装置はそのまま残されたため重量区分が変更されたり、軽量な台車に振り替えられた車両もある。識別のため車両番号は元番号に2000を加えていた。
この電気暖房システムは、まず交流専用電気機関車に採用された。交流機関車は主変圧器の3次巻線から簡単に暖房用電源として単相交流1,500 Vを取り出すことができるためである。その後、搭載機器が多く重量制限の厳しい交流直流両用電気機関車や直流専用電気機関車にも、電動発電機 (MG) または静止形インバータ (SIV) により直流1,500 Vを単相交流1,500 Vに変換する電気暖房装置が搭載されるようになった。電暖の使用中に連結・解結作業を行う場合の感電事故を防ぐため、これらの機関車の車側には電気暖房装置が動作していない場合に黄色く点灯する電暖表示灯（EG灯）が装備されている。
機関車から供給される単相交流1,500 Vは、電源供給用ジャンパ連結器を介して客車へ送られる。連結・解結作業時に1,500 Vもの高圧が通電したままであると非常に危険であるため、ジャンパ連結器のカバーを開けると通電が停止するようになっている。また、機関車においても危険防止のため、通電状態でEG灯を消灯するように設定されている。客車に引き込まれた単相交流1,500 Vは、各車両に搭載している変圧器によって200 Vまで降圧され、客車内の座席下に設置された電気ヒーターに送られる。
日本国有鉄道（国鉄）時代末期の1985年（昭和60年）、一部の12系客車は東北地区で運用されていた旧型客車使用の普通列車を置き換えるため2000番台に改造された。2000番台は冷暖房用発電機の有無に影響されることなく短編成化を可能とし、既存の普通列車と電源供給の仕様を合わせるため、編成内に冷暖房用発電機を有するシステムから、電気機関車から暖房用電源の供給を受け、オハフ13形に搭載された変圧器により編成の冷暖房用電源を賄うシステムに変更された。ただし、冷房装置を含め既存のシステムを流用するため、客車に引き込まれた単相交流1,500 Vは、200 Vではなく、12系標準の440 Vに変換して利用していた。
快速「海峡」用の50系5000番台客車も12系2000番台と同様に、冷房電源を電気機関車からの電気暖房電源にて供給される仕様になっている。
国鉄当時、非電化区間または非電化区間への直通列車が多かった近畿地方・中国地方・九州・北海道や全区間非電化であった四国については、12系客車使用の普通列車などを除いて、国鉄分割民営化後から客車列車全廃まで蒸気暖房のままとなっていた。
なお、2015年（平成27年）現在、日本国内で電気機関車から暖房用電源の供給を受けて電気暖房を行うことのできる客車は、高崎車両センターに配置されている旧型客車6両（32系1両と43系5両）のみである。

#### 電気暖房装置を搭載している電気機関車
電気機関車で電気暖房装置を搭載している形式を下に記す。すでに形式消滅したものも含む。ただし、下に記すものでも車両によっては搭載されていなかったり、用途消滅により撤去されていたりするものもある。新製時の仕様として、電気暖房装置を搭載せずに落成した車両がある形式は、「*」を付する。
新製時より電気暖房装置を搭載している電気機関車
ED71形・ED74形・ED75形*・ED77形・ED78形・ED79形*・EF62形・EF64形*・EF70形・EF71形・ED46形・EF80形*・EF81形*
新製時に暖房供給装置を持たず、改造により電気暖房装置を搭載した電気機関車
ED70形
蒸気発生装置から電気暖房装置に換装した電気機関車
・EF57形・EF58形（一部）・ED76形（550番台）